# Bahnstrecke Jaren–Røykenvik
| Karte von 1902 |                      |                                |                                |
| Streckenlänge: | 6,7 km               |                                |                                |
| Spurweite: | 1435 mm (Normalspur) |                                |                                |
| |                      |                                |                                |
| \| \| 78,61 \| Røykenvik (1900–1957) \| 137,6 moh. \| \| \| 77,78 \| Augedalselva \| (44 m) \| \| \| 75,98 \| Brandbu (1900–1957) \| 178,4 moh. \| \| \| \| Augedalsbakken (ca. 1930–1949) \| \| \| \| 73,65 \| Augedalselva \| (18 m) \| \| \| 73,54 \| Andfossen (1904–1949) \| Andfossen (1904–1949) \| \| \| ca. 72,7 \| Streckenende seit 1960 \| Streckenende seit 1960 \| \| \| \| Gjøvikbanen von Bleiken \| \| \| \| 71,92 \| Jaren (1900) \| 207,2 moh. \| \| \| \| nach Gran \| \| |                      |                                |                                |
| Kopfbahnhof Streckenanfang (Strecke außer Betrieb) | 78,61                | Røykenvik (1900–1957)          | 137,6 moh.                     |
| Brücke über Wasserlauf (Strecke außer Betrieb) | 77,78                | Augedalselva                   | (44 m)                         |
| Bahnhof (Strecke außer Betrieb) | 75,98                | Brandbu (1900–1957)            | 178,4 moh.                     |
| Haltepunkt / Haltestelle (Strecke außer Betrieb) |                      | Augedalsbakken (ca. 1930–1949) | Augedalsbakken (ca. 1930–1949) |
| Brücke über Wasserlauf (Strecke außer Betrieb) | 73,65                | Augedalselva                   | (18 m)                         |
| Haltepunkt / Haltestelle (Strecke außer Betrieb) | 73,54                | Andfossen (1904–1949)          | Andfossen (1904–1949)          |
| | ca. 72,7             | Streckenende seit 1960         | Streckenende seit 1960         |
| Abzweig geradeaus und von links |                      | Gjøvikbanen von Bleiken        | Gjøvikbanen von Bleiken        |
| Bahnhof | 71,92                | Jaren (1900)                   | 207,2 moh.                     |
| Strecke |                      | nach Gran                      | nach Gran                      |

Die Bahnstrecke Jaren–Røykenvik (norwegisch Røykenvikbanen) war eine 6,7 Kilometer lange Eisenbahnstrecke im Fylke Innlandet in Norwegen. Sie führt vom Abzweigbahnhof Jaren nach Røykenvik am Randsfjord.
Die Strecke war eine Nebenstrecke der Gjøvikbane und war vom 20. Dezember 1900 bis November 1957 in Betrieb. Der Verkehr auf der Strecke wurde aufgenommen, bevor 1902 das Reststück bis Gjøvik eröffnet wurde. So war Røykenvik zwei Jahre lang nördlichster Bahnhof der Gjøvikbane.

## Geschichte
Die Røykenvikbane wurde nach einer Entscheidung der norwegischen Regierung im März 1894 in erster Linie für den Transport von Holz gebaut, es war aber auch Personenverkehr vorgesehen. Für den Zugverkehr wurden von Norges Statsbaner unter anderem Dampflokomotiven der Baureihe NSB 18 eingesetzt. Von Anfang an gab es eine Haltestelle in Andfossen. Als um 1930 Triebwagen den Personenverkehr übernahmen, entstand ein inoffizieller Halt bei Augedalsbakken, etwa 700 Meter nördlich von Brandbu.
Holz war das wichtigste Ladegut, aber es wurden auch Vieh und landwirtschaftliche Produkte transportiert, zudem gab es Posttransport. Zeitweise gab es Ausflugsverkehr, vor allem im Sommer während der Ferien. Im Winter kamen Skifahrer. Die Züge hatten Anschlüsse an die Dampfschiffverbindungen auf dem Randsfjord. Allerdings wurde mit dem weiteren Ausbau der Eisenbahn in Oppland der Dampfschiffverkehr nach und nach eingestellt.

## Bahnhöfe und Bahnbetrieb

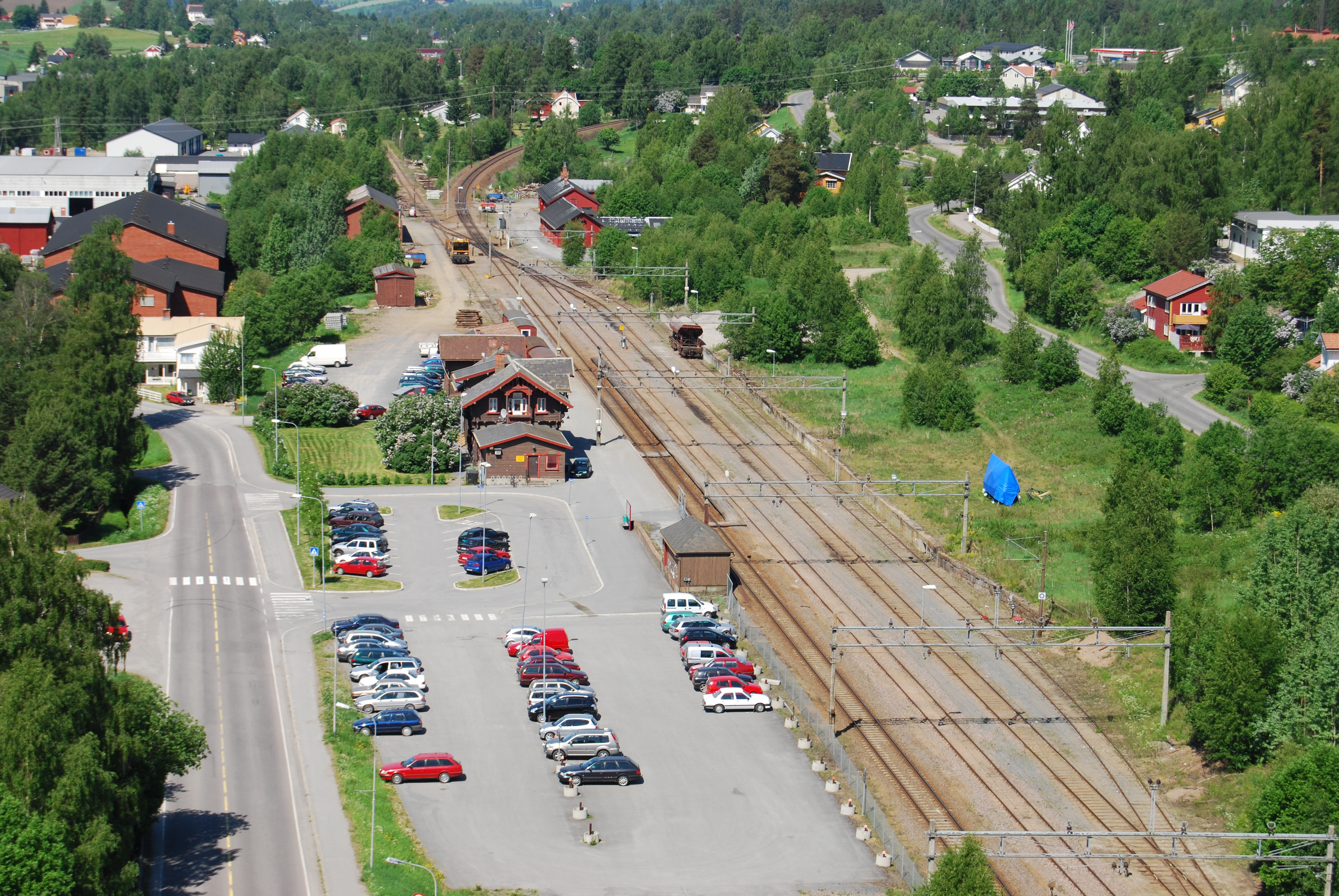
Bahnhof Jaren – die ehemalige Strecke nach Røykenvik führt nach oben links

Brandbu war der einzige Bahnhof zwischen den Endhaltestellen. Er lag ungünstig zum Ortszentrum und so wurde der Zug schließlich von einer Buslinie nach Jaren ersetzt. Der Personenverkehr endete daher bereits 1949, während der Güterverkehr bis November 1957 betrieben wurde. Rund 800 Meter der Strecke blieben nach der Stilllegung als Anschlussgleis bis Jaren-Andfossen erhalten, der Rest der Strecke wurde 1960 abgebaut.
Der Bahnhof Røykenvik wurde 1964 durch einen Brand beschädigt und im folgenden Jahr abgerissen. Der Lokschuppen und die Güterhalle blieben erhalten. Die Station in Brandbu wurde 1964 abgerissen, der Güterschuppen ist noch als Lagerhaus erhalten. Der Fylkesveg 34 führt jetzt über das ehemalige Bahnhofsareal.